# Eloise Blaine Cram
Eloise Blaine Cram   (Davenport, 11 de juny de 1896 - San Diego, 9 de febrer de 1957) fou una zoòloga i parasitòloga nord-americana. Va néixer a Davenport, Iowa, l'any 1896, filla del periodista Ralph Warren Cram i de Mabel (LaVenture) Cram. Es va graduar Phi Beta Kappa per la Universitat de Chicago el 1919, i va rebre el títol de doctora per la Universitat de George Washington el 1925. Va morir, de càncer d'ossos, a San Diego, Califòrnia, el 9 de febrer de 1957.
L'any 1920, Cram va entrar a treballar com a zoòloga del Bureau of Animal Industry (BAI) depenent del Departament d'Agricultura dels Estats Units (USDA) on va esdevenir una reconeguda autoritat mundial en els paràsits d'aviram i ocells de caça, i on finalment va ser Cap de Paràsits d'Aviram i Ocells de Caça. L'any 1936, Cram va deixar el BAI per ocupar un lloc al Laboratori de Zoologia dels National Institutes of Health (NIH) a Bethesda, Maryland, on es va quedar fins a la seva jubilació l'any 1956.
Mentre treballava al NIH, Cram va contribuir a l'estudi científic de l'enterobiosi, però la seva contribució més important a la parasitologia i la ciència en general va ser la seva recerca pionera per frenar l'esquistosomosi, malaltia endèmica en les regions tropicals. Va fer importants descobriments pel que fa a la vida i el cicle dels cargols, vector clau en la transmissió de la malaltia sovint fatal pels éssers humans, ajudant així a reduir els costos en salut internacional produïts per la malaltia. Quan es va jubilar, Cram havia publicat més de 160 articles i monografies sobre diversos temes relacionats amb la parasitologia animal, i havia esdevingut una autoritat internacional en malalties helmíntiques, i treballava en el laboratori del NIH en malalties tropicals. Durant 1955, l'any abans de la seva jubilació, va ser l'única dona en ocupar el lloc de presidenta de la American Society of Parasitologists.